# Pallavolo ai IX Giochi panamericani - Torneo femminile
L'VIII campionato di pallavolo femminile ai Giochi panamericani si è svolto dal 17 al 26 agosto 1983 a Caracas, in Venezuela, durante i IX Giochi panamericani. Al torneo hanno partecipato 7 squadre nazionali nordamericane e sudamericane e la vittoria finale è andata per la quarta volta consecutiva a Cuba.

## Squadre partecipanti
| - Argentina - Brasile - Canada - Cuba - Perù - Stati Uniti - Venezuela |

## Prima fase

### Girone unico

#### Classifica

##### Risultati
| 17 agosto 1983 Caracas | Cuba        | 3 - 0 | Brasile   | 15-7, 15-11, 15-11              |
| 17 agosto 1983 Caracas | Stati Uniti | 3 - 0 | Canada    | 15-12, 15-2, 15-2               |
| 17 agosto 1983 Caracas | Argentina   | 3 - 2 | Venezuela | 15-12, 5-15, 9-15, 15-10, 15-10 |
| 18 agosto 1983 Caracas | Brasile     | 3 - 0 | Argentina | 15-5, 15-5 , 15-6               |
| 18 agosto 1983 Caracas | Stati Uniti | 3 - 0 | Venezuela | 15-2, 15-1 1, 15-1              |
| 18 agosto 1983 Caracas | Perù        | 3 - 0 | Canada    | 15-10, 15-3, 15-5               |
| 19 agosto 1983 Caracas | Perù        | 3 - 0 | Venezuela | 15-7, 15-0, 15-4                |
| 19 agosto 1983 Caracas | Stati Uniti | 3 - 0 | Brasile   | 15-3, 15-6, 16-14               |
| 19 agosto 1983 Caracas | Cuba        | 3 - 0 | Argentina | 15-4, 15-15, 15-4               |
| 20 agosto 1983 Caracas | Stati Uniti | 3 - 1 | Cuba      | 16-14, 16-14, 11-15, 16-14      |
| 20 agosto 1983 Caracas | Perù        | 3 - 2 | Brasile   | 15-4, 15-12, 3-15 , 7-15, 15-10 |
| 20 agosto 1983 Caracas | Canada      | 3 - 0 | Venezuela | 15-7, 16-14, 15-4               |
| 22 agosto 1983 Caracas | Brasile     | 3 - 0 | Canada    | 15-7, 15-4, 15-13               |
| 22 agosto 1983 Caracas | Cuba        | 3 - 0 | Perù      | 15-11, 15-13, 15-8              |
| 22 agosto 1983 Caracas | Stati Uniti | 3 - 0 | Argentina | 15-2, 15-6, 15-5                |
| 23 agosto 1983 Caracas | Perù        | 3 - 0 | Argentina |                                 |
| 23 agosto 1983 Caracas | Cuba        | 3 - 0 | Canada    | 15-8, 15-8, 15-8                |
| 23 agosto 1983 Caracas | Brasile     | 3 - 1 | Venezuela | 15-0, 13-15, 15-4, 15-2         |
| 24 agosto 1983 Caracas | Cuba        | 3 - 0 | Venezuela | 15-3, 15-4, 15-6                |
| 24 agosto 1983 Caracas | Canada      | 3 - 0 | Argentina | 15-9, 15-13, 15-10              |
| 24 agosto 1983 Caracas | Stati Uniti | 3 - 2 | Perù      | 15-8, 15-6, 15-9                |

## Fase finale

### Finali 1º e 3º posto
|  | 1º posto - 4º posto | 1º posto - 4º posto | 1º posto - 4º posto |             |      | 1º/2º posto | 1º/2º posto | 1º/2º posto |  |
|  |                     |                     |                     |             |      |             |             |             |  |
|  | Cuba                | Cuba                | 3                   |             |      |             |             |             |  |
|  | Cuba                | Cuba                | 3                   |             |      |             |             |             |  |
|  | Perù                | Perù                | 0                   |             |      |             |             |             |  |
|  | Perù                | Perù                | 0                   |             | Cuba | Cuba        | 3           |             |  |
|  |                     |                     |                     |             | Cuba | Cuba        | 3           |             |  |
|  |                     |                     | Stati Uniti         | Stati Uniti | 2    |             |             |             |  |
|  | Stati Uniti         | Stati Uniti         | Stati Uniti         | Stati Uniti | 2    | 3           |             |             |  |
|  | Stati Uniti         | Stati Uniti         |                     |             |      | 3           |             |             |  |
|  | Brasile             | Brasile             | 0                   |             |      | 3º/4º posto | 3º/4º posto | 3º/4º posto |  |
|  | Brasile             | Brasile             | 0                   |             |      |             |             |             |  |
|  |                     |                     |                     |             |      |             |             |             |  |
|  |                     |                     |                     |             |      | Perù        | Perù        | 3           |  |
|  |                     |                     |                     |             |      | Perù        | Perù        | 3           |  |
|  |                     |                     |                     |             |      | Brasile     | Brasile     | 1           |  |

#### Risultati
Semifinali
| 25 agosto 1983 Caracas | Stati Uniti | 3 - 0 | Brasile | 15-8, 15-8, 15-10 |
| 25 agosto 1983 Caracas | Cuba        | 3 - 0 | Perù    | 15-5, 15-7, 15-9  |

Finale 3º posto
| 26 agosto 1983 Caracas | Perù | 3 - 1 | Brasile | 15-10, 15-9, 9-15, 15-8 |

Finale 1º posto
| 26 agosto 1983 Caracas | Cuba | 3 - 2 | Stati Uniti | 17-15, 15-7, 10-15, 9-15, 15-10 |

### Finale 5º posto
|  | 5º posto - 7º posto | 5º posto - 7º posto | 5º posto - 7º posto |           |        | 5º/6º posto | 5º/6º posto | 5º/6º posto |  |
|  |                     |                     |                     |           |        |             |             |             |  |
|  | Argentina           | Argentina           | 3                   |           |        |             |             |             |  |
|  | Argentina           | Argentina           | 3                   |           |        |             |             |             |  |
|  | Venezuela           | Venezuela           | 0                   |           |        |             |             |             |  |
|  | Venezuela           | Venezuela           | 0                   |           | Canada | Canada      | 3           |             |  |
|  |                     |                     |                     |           | Canada | Canada      | 3           |             |  |
|  |                     |                     | Argentina           | Argentina | 0      |             |             |             |  |
|  | -                   | -                   | Argentina           | Argentina | 0      | -           |             |             |  |
|  | -                   | -                   |                     |           |        | -           |             |             |  |
|  | -                   | -                   | -                   |           |        | -           | -           | -           |  |
|  | -                   | -                   | -                   |           |        |             |             |             |  |
|  |                     |                     |                     |           |        |             |             |             |  |
|  |                     |                     |                     |           |        | -           | -           | -           |  |
|  |                     |                     |                     |           |        | -           | -           | -           |  |
|  |                     |                     |                     |           |        | -           | -           | -           |  |

#### Risultati
| 25 agosto 1983 Caracas | Argentina | 3 - 0 | Venezuela | 15-11, 15-4, 15-10 |
| 26 agosto 1983 Caracas | Canada    | 3 - 0 | Argentina | 15-6, 15-3, 15-3   |

## Classifica finale
| Classifica | Squadre     |
| ---------- | ----------- |
|            | Cuba        |
|            | Stati Uniti |
|            | Perù        |
| 4          | Brasile     |
| 5          | Canada      |
| 6          | Argentina   |
| 7          | Venezuela   |
| 8          | Porto Rico  |